# The Sinner in Me
The Sinner in Me es una canción del grupo inglés de música electrónica Depeche Mode compuesta por Martin Gore, publicada en el álbum Playing the Angel de 2005.

## Descripción
The Sinner in Me es un tema endeudado con las épocas más oscuras de Depeche Mode.

## En directo
El tema hasta ahora ha sido interpretado tan sólo durante el correspondiente Touring the Angel, aunque como tema opcional pues no estuvo en todas las fechas. La interpretación se hacía tal como aparece en el álbum, en forma electroacústica, con un protagonismo más sonoro de la guitarra eléctrica que en el disco y con la dureza de la batería acústica en manos de Christian Eigner. En el orden se encontraba con los temas del álbum Songs of Faith and Devotion evidenciando como antes que nada es un función meramente rock.
- Datos: Q16639821